# أندرو دايفيد إيرفاين
أندرو دايفيد إيرفاين هو فيلسوف كندي، ولد في 14 يوليو 1958 في إستيفن في كندا.